# Sierra de los Tuxtlas

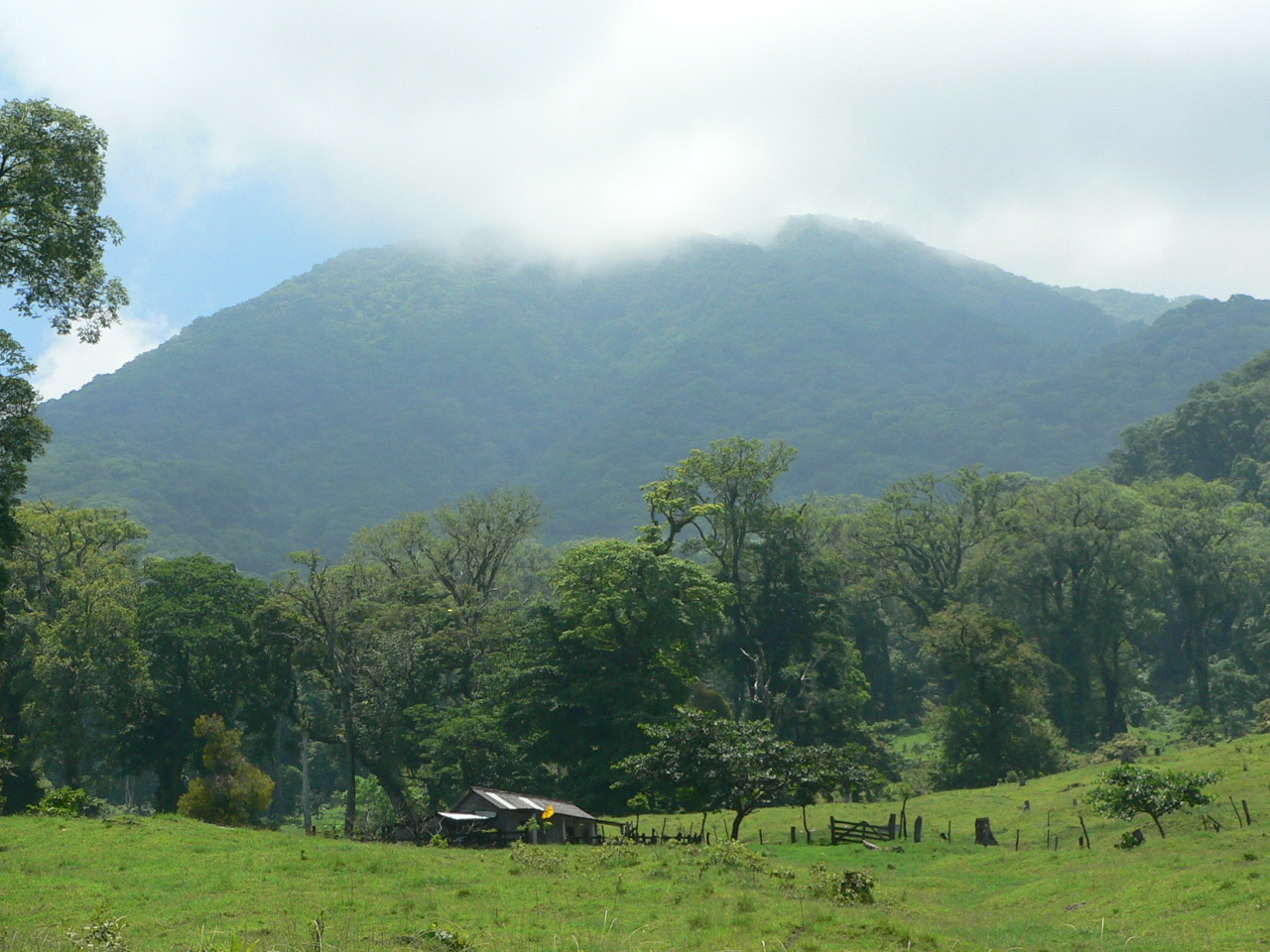
San Martín Tuxtla encoberta por nuvens.

A Sierra de los Tuxtlas (também chamada Sierra de Santa Martha e Sierra de San Andrés) é uma cordilheira vulcânica situada ao longo da costa veracruzana do golfo do México, à latitude de aproximadamente 19º N. Entre as elevações mais relevantes contam-se montes Santa Martha e San Martín, com altitudes que rondam os 1700 metros. O único vulcão do qual se conhece atividade é o San Martín, com erupções que ocorreram em 1694 e 1793. Trata-se de um vulcão em escudo alcalino cujo topo tem um diâmetro de aproximadamente 1000 metros. Por toda a cordilheira são numerosos os cones de cinzas. Outros vulcões extintos conhecidos nos Tuxtlas são o Pajapan (1160 metros) e El Vigia (800 metros).
Os vulcões da Sierra de los Tuxtlas encontram-se separados do Eixo Neovulcânico, do qual distam cerca de 250 km, bem como da Cordilheira Vulcânica Centroamericana. localizada 330 km para sudeste.

## Reserva da biosfera de Los Tuxtlas
Grande parte da área destas montanhas encontra-se incluída na Reserva da Biosfera de Los Tuxtlas. As zonas mais elevadas encontra-se cobertas por floresta húmida neotropical.

## Relação de los Tuxtlas com os olmecas
Era destas montanhas que os olmecas obtinham o basalto e a bentonite (entre outros materiais) que depois utilizavam nos monumentos e construções existentes nas suas cidades, algumas das quais situadas a mais de 80 km dos Tuxtlas (La Venta e San Lorenzo).